# Franciszek Latinik

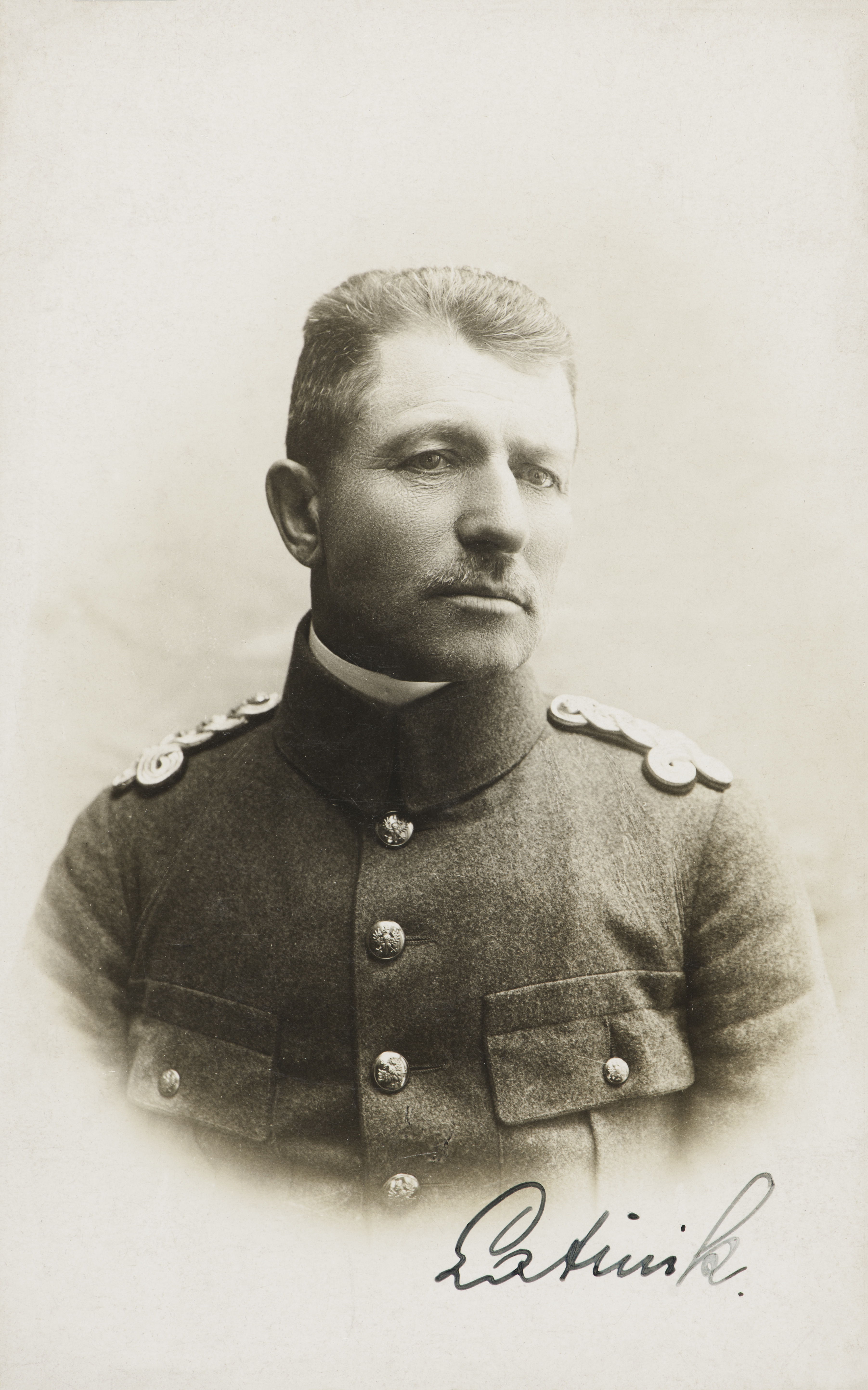
Franciszek Latinik

Franciszek Ksawery Latinik (* 17. Juli 1864 in Tarnów, Galizien; † 29. August 1949 in Krakau) war im Ersten Weltkrieg ein kaiserlich österreichisch-ungarischer Oberst und im Polnisch-Sowjetischen Krieg ein polnischer General und Armeeführer.

## Leben
Er wurde als Sohn von Antoni Isidor Latinik, einem Lehrer für Geographie und der Cornelia, Tochter des Theophilus Romer in der damaligen österreichisch-ungarischen Provinz Galizien geboren. 

### Militärkarriere in der k.u.k. Armee
Im Jahr 1882 absolvierte er die Kadettenschule in Łobzów bei Krakau und begann in der österreichisch-ungarischen Armee zu dienen. 1885 wurde er zum Leutnant ernannt. In den Jahren 1881–1891 studierte er an der Generalstabsakademie in Wien und diente danach als Stabsoffizier verschiedener Einheiten und später im Generalstab. In dieser Zeit entstand die Kameradschaft mit Tadeusz Rozwadowski, dieser diente als Stabschef einer Brigade, während Latinik im Kartographischen Büro des Generalstabs tätig war. Er wechselte längere Zeit nach Lemberg über, wo er in der Operationsabteilung des XI. Armeekorps tätig war. Zurück in Wien, wurde er mit einer Dienstreise auf dem Balkan beauftragt, um strategischen und taktische Vermessungen im Gebiet zwischen Bosnien und Albanien vorzunehmen. 1909 wurde er zum Major befördert und lehrte Taktik an der Infanterieschule für Offiziere. 1911 erhielt er den Rang eines Oberstleutnants und 1913 wurde er stellvertretender Kommandant des Infanterieregiments in Troppau. 
Nach dem Ausbruch des Ersten Weltkrieges nahm er im Bereich der 1. Armee an der Offensive nach Lublin teil und kämpfte bei Annopol, Kraśnik, Rozwadow und Mielec. Am 17. September 1914 übernahm er das Kommando des Infanterieregiment Nr. 100, mit welchem er im Verband der 23. Infanterie-Brigade (Generalmajor Miecislaus von Zaleski) während der Schlacht an der Weichsel an den Kämpf an der Nida teilnahm. Im Verband der übergeordneten 12. Infanterie-Truppendivision (General Paul Kestranek) nahm er im Mai 1915 an der Schlacht von Gorlice-Tarnów teil und wurde noch im gleichen Jahr zum Oberst befördert.
Er kämpfte 1916 zunächst in Wolhynien und dann an der neuen rumänischen Front, im Frühjahr 1917 wechselte er an die Isonzofront. Im Oktober 1917 nahm die von ihm geführte Brigade an der 12. Isonzoschlacht teil. Ab Februar 1918 kämpfte er an der Tiroler Front und übernahm das Kommando der 8. Infanteriebrigade. Im Juni wurde er bei den letzten Angriffen der k.u.k. Armee schwer verletzt.

### Dienst in der polnischen Armee
Nach der Wiedererlangung der Unabhängigkeit Polens trat er in die Polnische Armee über.
Von November 1918 bis Januar 1919 war er der Kommandant der Garnison in Zamość, dann führte er den Militärdistrikt Cieszyn. Im Januar 1919 schlug er an der schlesischen Grenze übergegangene tschechische Truppen bei Skoczów zurück. Am 30. Mai 1919 wurde er zum Kommandeur der 6. Infanteriedivision ernannt, die sich noch im Aufbau befand. Vom 13. Oktober 1919 bis März 1920 kommandierte er die 7. Infanteriedivision in Schlesien. Latinik wurde am 1. Dezember 1919 zum Generalleutnant befördert und fungierte von Februar bis August 1920 als Vertreter der polnischen Armee bei der Grenz- und Volksabstimmungskommission in Cieszyn.
Während der entscheidenden Schlacht von Warschau befehligte er im August 1920 als Militärgouverneur von Warschau auch die 1. Armee der Nordfront und zeichnete sich bei Radzymin bei der erfolgreichen Abwehr der bolschewistischen Offensive auf die polnische Hauptstadt aus. Während der Verfolgung der Roten Armee kommandierte er die südliche Gruppe der 6. Armee. Am 20. April 1921 wurde er zum Kommandanten des Militärdistrikts Kielce ernannt. 
Vom 20. September bis 9. Oktober 1921 war er wegen Familienangelegenheiten in Posen abwesend und wurde durch General Pogorzelski ersetzt. Ab 15. November 1921 kommandierte er das Korpskommando X in Przemyśl. Am 3. Mai 1922 wurde er im Rang eines Generalmajors mit Dienstalter vom 1. Juni 1919 beim Korpskommando X verifiziert. Am 30. November 1923 ernannte ihn der Minister für Militärangelegenheiten, General Szepycki, zum Mitglied eines temporären Organisationskomitees, das für den Bau des Denkmals für den Unbekannten Soldaten in Warschau zuständig war. Im März 1925 nahm Latinik seinen Abschied und zog sich in den Ruhestand zurück.

## Militärische Auszeichnungen

### Österreichische Militärauszeichnungen (Stand 31. Dezember 1918)
- Militär-Jubiläumskreuz 1908
- Jubiläums-Erinnerungsmedaille 1898
- Dienstzeichen für Offiziere II. Klasse
- Karl-Truppenkreuz
- Militärverdienstkreuz III. Klasse
- Franz-Joseph-Kreuz Ritter
- Orden der Eisernen Krone Ritter III. Klasse, Kriegsdekoration mit Schwertern
- Leopoldorden Ritterkreuz, Kriegsdekoration mit Schwertern
- Orden der Eisernen Krone Ritter II. Klasse, Kriegsdekoration mit Schwertern

### Polnische Auszeichnungen (Auswahl)
- Silbernes Kreuz des Virtuti Militari (Verleihungsnummer VII; 1920)
- Komtur des Orden Polonia Restituta (29. Dezember 1921)
- Tapferkeitskreuz (Polen) (zweifache Verleihung; 1921)

### Ausländische Auszeichnungen
- Officier de la Légion d’Honneur (Frankreich)
- Großkreuz des Ordens der Krone von Rumänien
- Eisernes Kreuz I. und II. Klasse (Preußen)

### Trivia
Die ihm vom Ordenskapitel des Militär-Maria-Theresien-Ordens nach dem Krieg für seine Heldentaten während der Schlacht bei Gorlice-Tarnów angetragene Verleihung des Ritterkreuzes lehnte er mit Verweis darauf, dass er nur noch Orden vom polnischen Staat annehmen könne, ab.